# Tylophora
Genre
Tylophora R.Br. est un genre de plantes à fleurs de la famille des Apocynaceae.

## Liste des variétés et espèces
Selon Catalogue of Life (24 janvier 2018) :
- Tylophora acutipetala Guillaumin
- Tylophora adnata Bakh. fil.
- Tylophora alata W. D. Stevens
- Tylophora amboinensis Schltr.
- Tylophora angustifolia Schltr.
- Tylophora anisotomoides Schltr.
- Tylophora anomala N. E. Br.
- Tylophora anthopotamica (Handel-Mazzetti) Tsiang & Zhang
- Tylophora apiculata K. Schum.
- Tylophora arachnoidea Goyder
- Tylophora arenicola Merr.
- Tylophora aristolochioides Miq.
- Tylophora astephanoides Tsiang & P. T. Li
- Tylophora augustiniana (Hemsl.) Craib
- Tylophora badia (E. Mey.) Schltr.
- Tylophora barbata R. Br.
- Tylophora benthamii Tsiang
- Tylophora biglandulosa (Endl.) F.Müll.
- Tylophora bilobata P.I. Forster
- Tylophora brackenridgei A. Gray
- Tylophora brassii P.I. Forster
- Tylophora brevipes (Turz.) F. Villar
- Tylophora brownii Hayata
- Tylophora calcicola M. R. Henderson
- Tylophora celebica Schltr.
- Tylophora chingtungensis Tsiang & P. T. Li
- Tylophora cinerascens (R. Br.) P.I. Forster
- Tylophora cissoides Bl.
- Tylophora clemensiae Schltr.
- Tylophora coddii Bullock
- Tylophora coilolepis Schltr.
- Tylophora colorata C. T. White
- Tylophora congesta Decne.
- Tylophora congolana (Baill.) Bullock
- Tylophora conspicua N. E. Br.
- Tylophora cordifolia Thw.
- Tylophora cordigera P.T. Li
- Tylophora coriacea W. Marais
- Tylophora corollae Bullock ex U. Meve & S. Liede
- Tylophora costantiniana (Tsiang) M.G. Gilbert, W.D. Stevens & P.T. Li
- Tylophora cycleoides Tsiang
- Tylophora dahomensis K. Schum.
- Tylophora dalatensis S. Moore
- Tylophora dalzellii Hook. fil.
- Tylophora dorgelonis Bakh. fil.
- Tylophora dumetorum Schltr.
- Tylophora elmeri Schltr.
- Tylophora erecta F.Müll. ex Benth.
- Tylophora erubescens (Liede & Meve) S. Liede
- Tylophora excisa Schltr.
- Tylophora exilis (Spreng.) Colebr.
- Tylophora fasciculata Buch.-Ham. ex Wight
- Tylophora flanaganii Schltr.
- Tylophora fleckii (Schltr.) N. E. Br.
- Tylophora flexuosa R. Br.
- Tylophora floribunda Miquel
- Tylophora forrestii M. G. Gilbert & P. T. Li
- Tylophora gilletii De Wild.
- Tylophora glabra Costantin
- Tylophora glabriflora (Warb.) Schltr.
- Tylophora glauca Bullock
- Tylophora globifera Hook. fil.
- Tylophora govanii (Wight) Decne.
- Tylophora gracilenta Tsiang & P. T. Li
- Tylophora gracillima Markgr.
- Tylophora grandiflora R. Br.
- Tylophora harmandii Costantin
- Tylophora havilandii Warb.
- Tylophora helferi Hook. fil.
- Tylophora hellwigii Warb.
- Tylophora henryi Warburg
- Tylophora heterophylla A. Rich.
- Tylophora himalaica Hook. fil.
- Tylophora hui Tsiang
- Tylophora indica (Burm. fil.) Merr.
- Tylophora insulana Tsiang & P. T. Li
- Tylophora iringensis (Markgr.) Goyder
- Tylophora japonica Miq.
- Tylophora javanica (Hassk.) Boerl.
- Tylophora joloensis Schltr.
- Tylophora kenejiana Schltr.
- Tylophora kerrii Craib
- Tylophora koi Merr.
- Tylophora labuanensis Schltr.
- Tylophora laevigata Decne.
- Tylophora laevis Decne.
- Tylophora lancilimba Merr.
- Tylophora leptantha Tsiang
- Tylophora linearis P.I. Forster
- Tylophora longifolia Wight
- Tylophora lugardae Bullock
- Tylophora lui Y.H.Tseng & C.T.Chao
- Tylophora luzonica Schltr.
- Tylophora lycioides (E. Mey.) Decne.
- Tylophora macrantha (Wight) Hook. fil.
- Tylophora matsumurae (T.Yamaz.) T.Yamash. & Tateishi
- Tylophora mayottae W.D.Stevens, Labat & F.Barthelat
- Tylophora membranacea Tsiang & P. T. Li
- Tylophora minahassae Schltr.
- Tylophora minima P.I. Forster
- Tylophora multiflora (Wight & Arn.) Alston
- Tylophora nana C. K. Schneider
- Tylophora nicobarica Murugan & M.Y.Kamble
- Tylophora oblonga N. E. Br.
- Tylophora oculata N. E. Br.
- Tylophora oligophylla (Tsiang) M. G. Gilbert, W. D. Stevens & P. T. Li
- Tylophora oshimae Hayata
- Tylophora ovata (Lindley) Hook. ex Steudel
- Tylophora paniculata R. Br.
- Tylophora parviflora (Merr.) Meve, Omlor & Liede
- Tylophora pauciflora Wight & Arn.
- Tylophora perakensis King & Gamble
- Tylophora perlaxa Schltr.
- Tylophora perrottetiana Decne.
- Tylophora physocarpa Schltr.
- Tylophora picta Tsiang
- Tylophora pierrei Costantin
- Tylophora pilosa Costantin
- Tylophora pilosissima Bakh. fil.
- Tylophora plagiopetala Schltr. & K. Schum.
- Tylophora polyantha Volk.
- Tylophora purpurea Wall. ex Wight
- Tylophora ramosii Schltr.
- Tylophora rhizophoretorum Schltr.
- Tylophora riparia Kerr
- Tylophora rockii M. G. Gilbert & P. T. Li
- Tylophora rotundifolia Buchanan-Hamilton ex Wight
- Tylophora rupestris Bl.
- Tylophora rupicola P.I. Forster
- Tylophora sarasinorum Warb.
- Tylophora schmidtii Schltr.
- Tylophora schumanniana Warb.
- Tylophora secamonoides Tsiang
- Tylophora setosa Schltr.
- Tylophora silvestrii (Pampanini) Tsiang & P. T. Li
- Tylophora silvestris Tsiang
- Tylophora simiana Schltr.
- Tylophora splendida P.I. Forster
- Tylophora squarrosa Ridl.
- Tylophora stenoloba (K. Schum.) N. E. Br.
- Tylophora subramanii Henry
- Tylophora sylvatica Decne.
- Tylophora tanakae Maxim. ex Franch. & Sav.
- Tylophora tannaensis Guillaumin
- Tylophora tenerrima Wall. ex Wight
- Tylophora tengii Tsiang
- Tylophora tenuipedunculata K. Schum.
- Tylophora treubiana Schltr.
- Tylophora trichambon Warb.
- Tylophora tridactylata Goyder
- Tylophora tsiangii (P. T. Li) M. G. Gilbert, W. D. Stevens, & P. T. Li
- Tylophora tuberculata M. G. Gilbert & P. T. Li
- Tylophora umbellata Schltr.
- Tylophora uncinata M. G. Gilbert & P. T. Li
- Tylophora urceolata U. Meve
- Tylophora villosa Bl.
- Tylophora wallichii (Wight) Hook. fil.
- Tylophora whitfordii Schltr.
- Tylophora williamsii P.I. Forster
- Tylophora woollsii Benth.
- Tylophora yunnanensis Schltr.
- Tylophora zeylanica Decne.

Selon GRIN (24 janvier 2018) :
- Tylophora indica (Burm. f.) Merr.
- Tylophora ovata (Lindl.) Hook. & Steud.

Selon ITIS (24 janvier 2018) :
- Tylophora polyantha Volkens

Selon NCBI (24 janvier 2018) :
- Tylophora anomala
- Tylophora apiculata
- Tylophora arachnoidea
- Tylophora aristolochioides
- Tylophora asthmatica
- Tylophora barbata
- Tylophora benthamii
- Tylophora biglandulosa
- Tylophora brownii
- Tylophora caffra
- Tylophora cameroonica
- Tylophora cissoides
- Tylophora conspicua
- Tylophora coriacea
- Tylophora dalzellii
- Tylophora fasciculata
- Tylophora flanaganii
- Tylophora fleckii
- Tylophora flexuosa
  - variété Tylophora flexuosa var. flexuosa
  - variété Tylophora flexuosa var. perrottetiana
- Tylophora floribunda
- Tylophora gracillima
- Tylophora grandiflora
- Tylophora heterophylla
- Tylophora hirsuta
- Tylophora indica
- Tylophora japonica
- Tylophora lugardae
- Tylophora lycioides
- Tylophora matsumurae
- Tylophora mollissima
- Tylophora oblonga
- Tylophora ovata
  - variété Tylophora ovata var. ovata
- Tylophora paniculata
- Tylophora parviflora
- Tylophora rotundifolia
- Tylophora sylvatica
- Tylophora tanakae
- Tylophora tenuipedunculata
- Tylophora tenuis
- Tylophora urceolata
- Tylophora villosa
- Tylophora williamsii
- Tylophora yunnanensis

Selon The Plant List (24 janvier 2018) :
- Tylophora anomala N.E.Br.
- Tylophora anthopotamica (Hand.-Mazz.) Tsiang & H.D. Zhang
- Tylophora apiculata K. Schum.
- Tylophora arachnoidea Goyder
- Tylophora arenicola Merr.
- Tylophora astephanoides Tsiang & P.T. Li
- Tylophora asthmatica (L. f.) Wight & Arn.
- Tylophora augustiniana (Hemsl.) W. G. Craib
- Tylophora auriculata (Franch. & Sav.) Makino
- Tylophora badia (E. Mey.) Schltr.
- Tylophora brevipes (Turcz.) Fern.-Vill.
- Tylophora brownii Hayata
- Tylophora cameroonica N.E.Br.
- Tylophora chingtungensis Tsiang & P.T. Li
- Tylophora cinerascens (R. Br.) P.I. Forst.
- Tylophora coddii Bullock
- Tylophora congoensis Schltr.
- Tylophora congolana (Baill.) Bullock
- Tylophora conspicua N.E.Br.
- Tylophora cordata Druce
- Tylophora costantiniana (Tsiang) M.G. Gilbert, W.D. Stevens & P.T. Li
- Tylophora cycleoides Tsiang
- Tylophora dahomensis K.Schum. ex Schltr.
- Tylophora dickinsii (Franch. & Sav.) Makino
- Tylophora erubescens (Liede & Meve) Liede
- Tylophora flanaganii Schltr.
- Tylophora fleckii (Schltr. ex Schinz) N.E. Br.
- Tylophora flexuosa R. Br.
- Tylophora floribunda Miq.
- Tylophora forrestii M.E. Gilbert & P.T. Li
- Tylophora gilletii De Wild.
- Tylophora glabra Costantin
- Tylophora glabriflora (Warb.) Schltr.
- Tylophora glauca Bullock
- Tylophora govanii (Wight & Arn.) Decne.
- Tylophora gracilenta Tsiang & P.T. Li
- Tylophora gracilis De Wild.
- Tylophora gracillima Markgr.
- Tylophora henryi Warb.
- Tylophora heterophylla A. Rich.
- Tylophora hirsuta Wight
- Tylophora hui Tsiang
- Tylophora indica (Burm. f.) Merr.
- Tylophora inhambanensis Schltr.
- Tylophora insulana Tsiang & P.T. Li
- Tylophora iringensis (Markgr.) Goyder
- Tylophora javanica (Hassk.) Boerl.
- Tylophora kerrii W. G. Craib
- Tylophora koi Merr.
- Tylophora leptantha Tsiang
- Tylophora longifolia Wight
- Tylophora longipedunculata (Schweinfurth in Hoehnel) Schltr.
- Tylophora lugardae Bullock
- Tylophora lycioides (E. Mey.) Decne.
- Tylophora membranacea Tsiang & P.T. Li
- Tylophora merrillii Schltr.
- Tylophora multiflora (Wight & Arn.) Alston
- Tylophora nana C.K. Schneid.
- Tylophora nikoensis (Franch. & Sav.) Matsum.
- Tylophora oblonga N.E.Br.
- Tylophora obtusula (Tanaka ex Franchet & Savatier) Makino
- Tylophora oculata N.E.Br.
- Tylophora oligophylla (Tsiang) M.G. Gilbert, W.D. Stevens & P.T. Li
- Tylophora oshimae Hayata
- Tylophora ovata (Lindl.) Hook. ex Steud.
- Tylophora parvifolia Robyns & Lebrun
- Tylophora picta Tsiang
- Tylophora plagiopetala Schltr. & K. Schum.
- Tylophora rockii M.G. Gilbert & P.T. Li
- Tylophora rotundifolia Buch.-Ham. ex Wight
- Tylophora secamonoides Tsiang
- Tylophora silvestrii (Pamp.) Tsiang & P.T. Li
- Tylophora silvestris Tsiang
- Tylophora simiana Schltr.
- Tylophora stenoloba (K. Schum.) N.E. Br.
- Tylophora subnuda (A. Gray) A.C. Sm.
- Tylophora sylvatica Decne.
- Tylophora tenerrima Wight
- Tylophora tengii Tsiang
- Tylophora tenuipedunculata K.Schum.
- Tylophora tsiangii (P.T. Li) M.G. Gilbert, W.D. Stevens & P.T. Li
- Tylophora tuberculata M.G. Gilbert & P.T. Li
- Tylophora umbellata Schltr.
- Tylophora uncinata M.G. Gilbert & P.T. Li
- Tylophora urceolata Meve
- Tylophora velutina (R. Br.) G. Don
- Tylophora yunnanensis Schltr.
- Tylophora zenkeri Schltr.

Selon Tropicos (24 janvier 2018) (Attention liste brute contenant possiblement des synonymes) :
- Tylophora acutipetala Guillaumin
- Tylophora adalinae K. Schum.
- Tylophora adnata Bakh. f.
- Tylophora alata W.D. Stevens
- Tylophora albiflora (Franch. & Sav.) Makino
- Tylophora amboinensis Schltr.
- Tylophora aneityensis Guillaumin
- Tylophora anfracta N.E. Br.
- Tylophora angustifolia Schltr.
- Tylophora anisotomoides Schltr.
- Tylophora anomala N.E. Br.
- Tylophora anthopotamica (Hand.-Mazz.) Tsiang & H.D. Zhang
- Tylophora apiculata K. Schum.
- Tylophora arachnoidea Goyder
- Tylophora arenicola Merr.
- Tylophora aristolochioides Miq.
- Tylophora astephanoides Tsiang & P.T. Li
- Tylophora asthmatica (L. f.) Wight & Arn.
- Tylophora atrofolliculata F.P. Metcalf
- Tylophora augustiniana (Hemsl.) Craib
- Tylophora auriculata (Franch. & Sav.) Makino
- Tylophora badia (E. Mey.) Schltr.
- Tylophora balansae Costantin
- Tylophora barbata R. Br.
- Tylophora belostemma Benth.
- Tylophora benthamii Tsiang
- Tylophora bifida Fern.-Vill.
- Tylophora biglandulosa F. Muell.
- Tylophora bilobata P.I. Forst.
- Tylophora blumei Decne.
- Tylophora bojeriana Decne.
- Tylophora brackenridgei A. Gray
- Tylophora brassii P.I. Forst.
- Tylophora brevipes (Turcz.) Fern.-Vill.
- Tylophora brownii Hayata
- Tylophora caffra Meisn.
- Tylophora calcarata Benth.
- Tylophora calcicola M.R. Hend.
- Tylophora cameroonica N.E. Br.
- Tylophora capparidifolia Wight & Arn.
- Tylophora carnosa Wall. ex Wight
- Tylophora cavaleriei H. Lév.
- Tylophora celebica Schltr.
- Tylophora chingtungensis Tsiang & P.T. Li
- Tylophora chlorantha Miq.
- Tylophora chungii Merr. ex F.P. Metcalf
- Tylophora cinerascens (R. Br.) P.I. Forst.
- Tylophora cirrosa F. Asch.
- Tylophora cissoides Blume
- Tylophora clemensiae Schltr.
- Tylophora coddii Bullock
- Tylophora coilolepis Schltr.
- Tylophora colorata C.T. White
- Tylophora congesta Decne.
- Tylophora congoensis Schltr.
- Tylophora congolana (Baill.) Bullock
- Tylophora conspicua N.E. Br.
- Tylophora cordata Druce
- Tylophora cordifolia Thwaites
- Tylophora cordigera P.T. Li
- Tylophora coriacea Marais
- Tylophora costantiniana (Tsiang) M.G. Gilbert, W.D. Stevens & P.T. Li
- Tylophora crassifolia Zipp. ex Decne.
- Tylophora crebriflora S.T. Blake
- Tylophora cuspidata Zipp. ex Decne.
- Tylophora cycleoides Tsiang
- Tylophora dahomensis K. Schum.
- Tylophora dalatensis S. Moore
- Tylophora dalzellii Hook. f.
- Tylophora deightonii Hutch. & Dalziel
- Tylophora dickinsii (Franch. & Sav.) Makino
- Tylophora dielsii (H. Lév.) H.H. Hu
- Tylophora dorgelonis Bakh. f.
- Tylophora dumetorum Schltr.
- Tylophora elmeri Schltr.
- Tylophora enervis F. Muell.
- Tylophora erecta F. Muell. ex Benth.
- Tylophora erubescens (Liede & Meve) Liede
- Tylophora excisa Schltr.
- Tylophora exilis Colebr.
- Tylophora fasciculata Buch.-Ham. ex Wight
- Tylophora filiformis Hochr.
- Tylophora flanaganii Schltr.
- Tylophora flava Trimen
- Tylophora flavescens Ridl.
- Tylophora fleckii (Schltr.) N.E. Br.
- Tylophora flexuosa R. Br.
- Tylophora floribunda Miq.
- Tylophora forrestii M.G. Gilbert & P.T. Li
- Tylophora gilletii De Wild.
- Tylophora glabra Costantin
- Tylophora glabriflora (Warb.) Schltr.
- Tylophora glauca Bullock
- Tylophora glauciramea Schltr.
- Tylophora globifera Hook. f.
- Tylophora govanii (Wight & Arn.) Decne.
- Tylophora gracilenta Tsiang & P.T. Li
- Tylophora gracilis De Wild.
- Tylophora gracillima Markgr.
- Tylophora grandiflora R. Br.
- Tylophora guillauminiana P.T. Li
- Tylophora hainanensis Tsiang
- Tylophora harmandii Costantin
- Tylophora havilandii Warb.
- Tylophora helferi Hook. f.
- Tylophora hellwigii Warb.
- Tylophora henryi Warb.
- Tylophora heterophylla A. Rich.
- Tylophora himalaica Hook. f.
- Tylophora hirsuta (Wall.) Wight
- Tylophora hispida Decne.
- Tylophora hui Tsiang
- Tylophora hybostemma Warb.
- Tylophora incana S. Brunner
- Tylophora indica (Burm. f.) Merr.
- Tylophora inhambanensis Schltr.
- Tylophora insulana Tsiang & P.T. Li
- Tylophora insulincola S. Moore
- Tylophora iringensis (Markgr.) Goyder
- Tylophora jacquemontii Decne.
- Tylophora japonica Miq.
- Tylophora javanica (Hassk.) Boerl.
- Tylophora joloensis Schltr.
- Tylophora juventas (Lour.) Woodson
- Tylophora kenejiana Schltr.
- Tylophora kerrii Craib
- Tylophora koi Merr.
- Tylophora labuanensis Schltr.
- Tylophora laevis Decne.
- Tylophora lancilimba Merr.
- Tylophora lanyuensis Liu & Lu
- Tylophora leibiana F. Muell.
- Tylophora leptantha Tsiang
- Tylophora liberica N.E. Br.
- Tylophora liebiana F. Muell.
- Tylophora linearis P.I. Forst.
- Tylophora liukiuensis Matsum.
- Tylophora longifolia Wight
- Tylophora longipedicellata Tsiang & P.T. Li
- Tylophora longipedunculata (Schweinf.) Schltr.
- Tylophora lugardiae Bullock
- Tylophora lutescens Decne.
- Tylophora luzonica Schltr.
- Tylophora lycioides (E. Mey.) Decne.
- Tylophora macrantha Hance
- Tylophora macrobotrya Miq.
- Tylophora macrophylla Benth.
- Tylophora maximowicziana Warb.
- Tylophora mayottae W.D. Stevens, Labat & Barthelat
- Tylophora membranacea Tsiang & P.T. Li
- Tylophora membranifolia Thwaites
- Tylophora merrillii Schltr.
- Tylophora micrantha Decne.
- Tylophora microstachys Hook.
- Tylophora minahassae Schltr.
- Tylophora minima P.I. Forst.
- Tylophora minutiflora Woodson
- Tylophora miquelii Boerl.
- Tylophora mollissima Wall. ex Wight
- Tylophora multiflora (Wight & Arn.) Alston
- Tylophora nana C.K. Schneid.
- Tylophora nikoensis (Franch. & Sav.) Matsum.
- Tylophora oblonga N.E. Br.
- Tylophora obtusula (Tanaka ex Franchet & Savatier) Makino
- Tylophora oculata N.E. Br.
- Tylophora oligophylla (Tsiang) M.G. Gilbert, W.D. Stevens & P.T. Li
- Tylophora orthocaulis K. Schum.
- Tylophora oshimae Hayata
- Tylophora ovata (Lindl.) Hook. ex Steud.
- Tylophora paniculata R. Br.
- Tylophora panzhutenga Z.Y. Zhu
- Tylophora parviflora (Merr.) Meve, Omlor & Liede
- Tylophora parvifolia Robyns & Lebrun
- Tylophora pauciflora Wight & Arn.
- Tylophora perakensis King & Gamble
- Tylophora perlaxa Schltr.
- Tylophora perrottetiana Decne.
- Tylophora physocarpa Schltr.
- Tylophora picta Tsiang
- Tylophora pierrei Costantin
- Tylophora pilosa Costantin
- Tylophora pilosissima Bakh. f.
- Tylophora plagiopetala Schltr. & K. Schum.
- Tylophora polyantha Schltr.
- Tylophora powellii Hochr.
- Tylophora pseudotenerrima Costantin
- Tylophora punctata Kostel.
- Tylophora purpurea Wall. ex Wight
- Tylophora ramosii Schltr.
- Tylophora rechingeri Schltr.
- Tylophora renchangii Tsiang
- Tylophora rhizophoretorum Schltr.
- Tylophora ridleyi M.R. Hend.
- Tylophora riparia Kerr
- Tylophora rizalensis Schltr.
- Tylophora rockii M.G. Gilbert & P.T. Li
- Tylophora rotundifolia Buch.-Ham. ex Wight
- Tylophora rupestris Blume
- Tylophora rupicola P.I. Forst.
- Tylophora samoensis A. Gray
- Tylophora sarasinorum Warb.
- Tylophora schmidtii Schltr.
- Tylophora schumanniana Warb.
- Tylophora secamonoides Tsiang
- Tylophora setosa Schltr.
- Tylophora shikokiana Matsumone ex Nakai
- Tylophora sikokiana Matsum.
- Tylophora silvestrii (Pamp.) Tsiang & P.T. Li
- Tylophora silvestris Tsiang
- Tylophora simiana Schltr.
- Tylophora smilacina S. Moore
- Tylophora sootepensis Craib
- Tylophora squarrosa Ridl.
- Tylophora stelligera Schltr.
- Tylophora stenoloba (K. Schum.) N.E. Br.
- Tylophora sublanceolata Miq.
- Tylophora subnuda (A. Gray) A.C. Sm.
- Tylophora subramanii A.N. Henry
- Tylophora sui Y.H. Tseng & C.T. Chao
- Tylophora sulphurea Volkens
- Tylophora sylvatica Decne.
- Tylophora syringaefolia E. Mey.
- Tylophora taiwanensis Hatus.
- Tylophora tanakae Maxim. ex Franch. & Sav.
- Tylophora tannaensis Guillaumin
- Tylophora tapeinogyne Schltr.
- Tylophora tenerrima Wight
- Tylophora tengii Tsiang
- Tylophora tenuipedunculata K. Schum.
- Tylophora tenuis Blume
- Tylophora tenuissima (Roxb.) Wight & Arn.
- Tylophora tetrapetala (Dennst.) Suresh
- Tylophora tomentosa G. Don
- Tylophora tonsa Schltr.
- Tylophora treubiana Schltr.
- Tylophora trichambon Warb.
- Tylophora trichophylla Tsiang
- Tylophora tridactylata Goyder
- Tylophora tsiangii (P.T. Li) M.G. Gilbert, W.D. Stevens & P.T. Li
- Tylophora tuberculata M.G. Gilbert & P.T. Li
- Tylophora umbellata Schltr.
- Tylophora uncinata M.G. Gilbert & P.T. Li
- Tylophora urceolata Meve
- Tylophora velutina (R. Br.) G. Don
- Tylophora venulosa A.C. Sm.
- Tylophora villosa Blume
- Tylophora vomitoria Voigt
- Tylophora wallichii (Wight) Hook. f.
- Tylophora whitfordii Schltr.
- Tylophora williamsii P.I. Forst.
- Tylophora woollsii Benth.
- Tylophora yemensis Deflers
- Tylophora yoshinagae Makino
- Tylophora yunnanensis Schltr.
- Tylophora zenkeri Schltr.
- Tylophora zeylanica Decne.